# CBR試験
CBR（California Bearing Ratio）は、地盤試験の一つ。路床土支持力比を求めるものである。アメリカ合衆国カリフォルニア州の交通局のO.J.Portorが提唱したもの。道路設計において、路床土を評価するために路床や路盤材料のCBRを求める試験を「設計CBR試験」といい、路盤材料を評価するために路盤材料のCBRを求める試験を「修正CBR試験」という。

## 試験方法
現在、CBR試験は、日本工業規格JIS A 1211で試験方法が定められている。試料から供試体を作成し試験準備を行う。貫入試験は、載荷装置、荷重計、貫入ピストン、貫入量測定装置からなるCBR試験器を用い、直径5cmのピストンを1mm/minで貫入させながら、貫入量2.5mm及び5.0mmにおける荷重を読み取る。
```
2.5mm時のCBR = 荷重 / 13.4kN（1370kg） × 100%
5.0mm時のCBR = 荷重 / 19.9kN（2030kg） × 100%
```

設計CBRは、数値の大きい方を試験した供試体の値を分子とし、他の供試体の強度を分母として百分率で表示する。
```
設計CBR = 各地点のCBRの平均 - （CBR最大値 - CBR最小値） / d
```

※dは個数に応じて定まる定数。

## JIS規格
- JIS A 1210 - 突固めによる締固め試験方法
- JIS A 1211 - CBR試験方法
- JIS A 1222 - 現場CBR試験方法